# Hertha Thiele

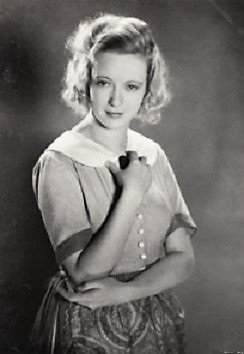
Hertha Thiele
Fotografie von Alexander Schmoll.

Hertha Margarethe Thiele (* 8. Mai 1908 in Leipzig; † 5. August 1984 in Berlin) war eine deutsche Schauspielerin. Ihren Karrierehöhepunkt hatte sie zwischen 1931 und 1933, als sie mit den Filmen Mädchen in Uniform und Kuhle Wampe oder: Wem gehört die Welt? größere Bekanntheit erlangte.

## Leben
Hertha Thiele wurde als zweite Tochter eines Schlossermeisters in Leipzig geboren. Nach bestandenem Abitur und kurzer Schauspielausbildung gab sie 1928 ihr Theaterdebüt am Schauspielhaus in Leipzig in dem Ferdinand-Bruckner-Stück „Krankheit der Jugend“. Mit der Verkörperung der Manuela von Meinhardis in Christa Winsloes Uraufführung vom „Ritter Nerestan“ gelang ihr am 27. November 1930 der Durchbruch als Schauspielerin. 1931 wurde der Stoff von Filmregisseurin Leontine Sagan unter dem Titel Mädchen in Uniform mit ihr und Dorothea Wieck als Hauptpersonen im Mädchenpensionat verfilmt. Der Film wurde ein großer Erfolg, der ihr zu Popularität und Bekanntheit verhalf.
Sie befand sich fortan auf dem Höhepunkt ihrer Karriere, die bis Anfang 1933 andauern sollte. Neben ihrer Bühnentätigkeit an verschiedenen Berliner Bühnen spielte sie in etwa elf Filmproduktionen mit, wie 1932 in Slatan Dudows Proletklassiker Kuhle Wampe oder: Wem gehört die Welt?, einem Film im Spannungsfeld sozialer Verwerfungen in der Arbeiterschaft und revolutionären Träumen.
Danach verkörperte sie dem Verständnis ihrer Zeit entsprechend emanzipierte Frauen. Nach den gemeinsamen Dreharbeiten zu dem Film Frau Lehmanns Töchter heiratete sie 1932 den Schauspieler Heinz Klingenberg. Sie trennte sich jedoch von ihm, nachdem Klingenberg die Hauptrolle in dem Propagandafilm S.A. Mann Brand übernommen hatte. Sie weigerte sich 1933 auch, an nationalsozialistisch gefärbten Filmen mitzuwirken, insbesondere an dem Propagandafilm Hans Westmar, in dem sie die Geliebte des Titelhelden spielen sollte. 1934/35 wurde sie zwar vom Schweizer Terra-Chef Ralph Scotoni unter Vertrag genommen, kam aber bei keinem Filmprojekt zum Einsatz. Ihre Ehe wurde 1936 geschieden. In diesem Jahr wurde Thiele aus der Reichsfilmkammer und der Reichstheaterkammer ausgeschlossen und hatte damit Berufsverbot in Deutschland.
Im Januar 1937 emigrierte sie in die Schweiz. Sie arbeitete als Hausangestellte und in einem Zürcher Filmlabor, 1942 dann als Souffleuse am Theater in Bern.
1949 ging sie in die DDR und arbeitete beim Berliner Rundfunk; der Versuch, eine zweite Karriere als Schauspielerin zu beginnen, scheiterte. Ab 1951 war sie erneut in der Schweiz beschäftigt, als Hilfskrankenschwester in einer psychiatrischen Einrichtung. 1966 kehrte sie in die DDR zurück, wo sie einige Rollen erhielt. Bis 1979 gehörte sie zum Ensemble des DFF und trat vorwiegend in Rollen von Arbeiterfrauen auf; Auftritte im Spielfilm waren die Ausnahme. Im Jahr 1975 zeigte das DDR-Fernsehen den Dokumentarfilm Das Herz auf der linken Seite über Hertha Thiele; Regie führte Ullrich H. Kasten.
Bei der Berlinale 1983 gab es eine ihr gewidmete Retrospektive.

## Filmografie
- 1931: Mädchen in Uniform (Leontine Sagan)
- 1932: Die elf Schill’schen Offiziere
- 1932: Frau Lehmanns Töchter
- 1932: Kuhle Wampe oder: Wem gehört die Welt? (Slatan Dudow)
- 1932: Das erste Recht des Kindes (Fritz Wendhausen)
- 1932: Mensch ohne Namen (Gustav Ucicky)
- 1933: Anna und Elisabeth (Frank Wisbar)
- 1933: Kleiner Mann, was nun? (Fritz Wendhausen)
- 1933: Reifende Jugend (Carl Froelich)
- 1934: Weiße Majestät
- 1934: Elisabeth und der Narr
- 1967: Schatten eines Kämpfers (TV)
- 1967: Geheimcode B/13 (TV-Vierteiler)
- 1970: Der Mörder sitzt im Wembley-Stadion (Fernseh-Zweiteiler)
- 1970: Der Staatsanwalt hat das Wort: Außenseiter (TV-Reihe)
- 1971: Husaren in Berlin
- 1971: Die Verschworenen (Mehrteiler)
- 1971: Istanbul-Masche
- 1972: Florentiner 73 (TV)
- 1972: Reife Kirschen
- 1972: Polizeiruf 110: Minuten zu spät (TV-Reihe)
- 1973: Die Legende von Paul und Paula
- 1973: Der Staatsanwalt hat das Wort: … und wenn ich nein sage? (TV-Reihe)
- 1974: Kaffeestunde (TV)
- 1974: Bessie Bosch (TV)
- 1974: Neues aus der Florentiner 73 (TV)
- 1976: Hostess
- 1976: Polizeiruf 110: Schwarze Ladung (TV-Reihe)
- 1976: Die Bibliothekarin (TV)
- 1977: Die unverbesserliche Barbara
- 1980: Don Juan – Karl-Liebknecht-Str. 78
- 1980: Insel im See (Kurzfilm)

## Hörspiele
- 1967: Michel Cournot: Die Kinder des Gerichts (Mdm. Baguenot) – Regie: Fritz Göhler (Hörspiel – Rundfunk der DDR)